# 丁齿蚕
丁齿蚕（学名：Phalacrophorus pictus）为无指蚕科丁齿蚕属的动物。分布于挪威海、巴伦支海、地中海、南美沿岸、南北大西洋、太平洋，包括南海等海域，属于冷水性世界广布种。